# Луиза София Ганауская
Луиза София Ганау-Лихтенбергская (нем. Luise Sophie von Hanau-Lichtenberg; 11 апреля 1662, Бишофсгейм — 9 апреля 1751, Отвайлер) — ганауская принцесса, в замужестве графиня Нассау-Отвейлерская.

## Биография
Луиза София — дочь графа Иоганна Рейнгарда II Ганау-Лихтенбергского (1628—1666) и пфальцграфини Анны Магдалены Пфальц-Бишвейлерской (1640—1693). 27 сентября 1697 года принцесса Луиза София вышла замуж за графа Фридриха Людвига Нассау-Отвейлерского (1651—1728), став его второй супругой. Брак остался бездетным: в 1698 году Луиза София родила мёртвого сына. Восемь дочерей графа Фридриха Людвига от предыдущего брака не имели прав наследовать власть в Нассау-Отвейлере, и со смертью графа Фридриха Людвига пресеклась отвейлерская линия Нассауского дома. Наследником Нассау-Отвейлера стал Нассау-Узинген. София Луиза оставалась жить вдовой в Отвайлере, переставшем играть какую-либо политическую роль.